# Walter Krivitsky

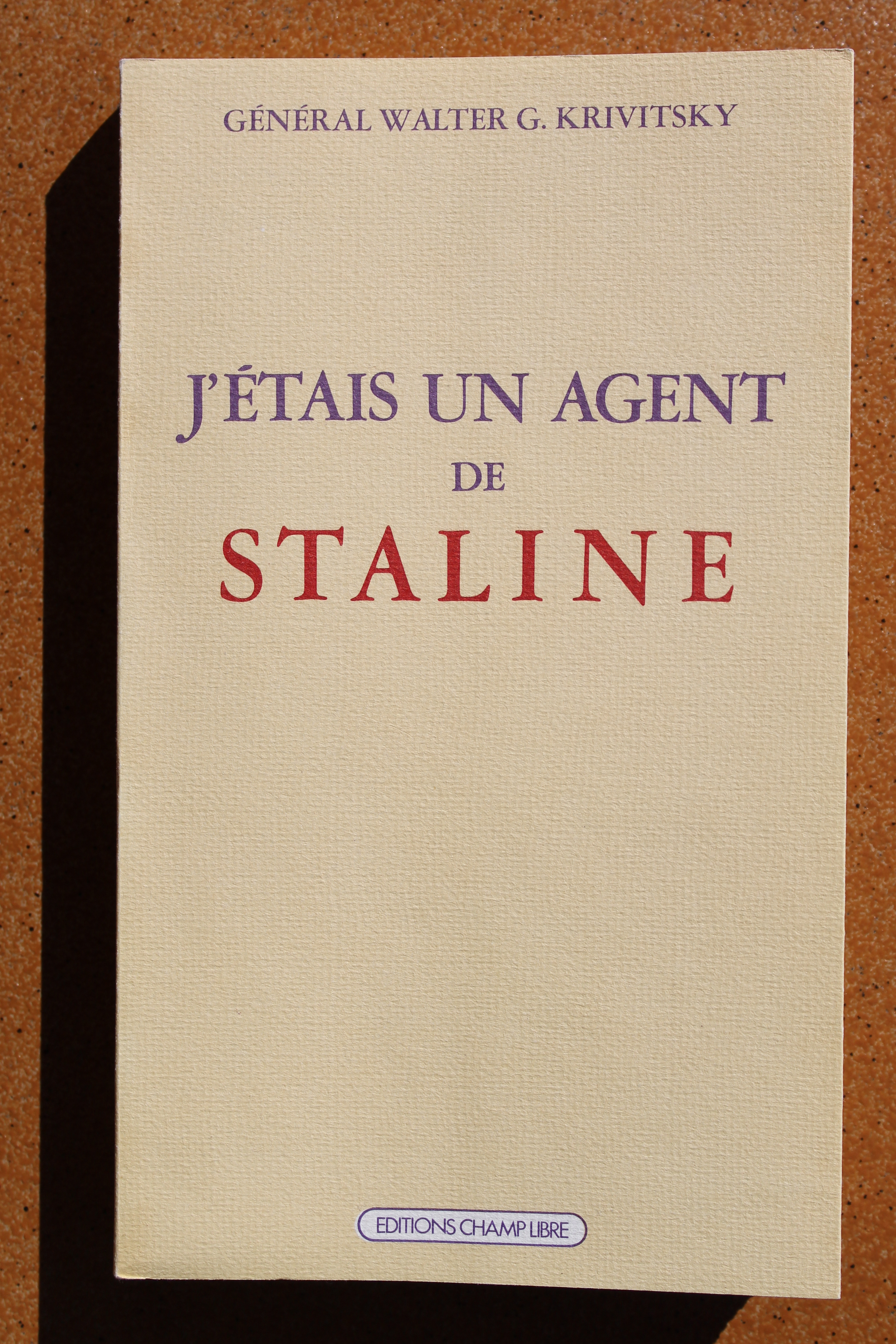
Franse editie van In Stalin's Secret Service

Walter Germanovitsj Krivitsky (Russisch: Ва́льтер Ге́рманович Криви́цкий) (Pidvolotchysk (Galicië), 28 juni 1899 - Washington D.C, 10 februari 1941) was een Sovjet-inlichtingenofficier.

## Leven en werk
Krivitsky werd in 1899 als Samuel Ginsberg geboren in Pidvolotchysk, tegenwoordig Oekraïne. Krivitsky steunde de Russische revolutie en deed agitatie- en spionagewerk in Polen, Tsjechië, Oostenrijk en Duitsland. In 1937 werkte Krivinsky kort als Sovjet-spion in Den Haag, onder de dekmantel van antiquair. In augustus 1939, enige weken voor het uitbreken van de Tweede Wereldoorlog, onthulde Krivitsky plannen voor de ondertekening van een nazi-Sovjet-niet-aanvalsverdrag. Onmiddellijk daarna liep hij over naar het Westen. In november 1938 vertrok hij naar de Verenigde Staten. Krivitsky schreef een boek over zijn spionnenjaren: In Stalin's Secret Service (1939). Anderhalf jaar later, in februari 1941, werd hij dood aangetroffen in een hotelkamer in Washington D.C. Bij zijn opsporing en naar men denkt ook bij zijn eliminatie betoonde de Nederlandse Sovjet-agent Hans Brusse, een vroegere ondergeschikte van Krivitsky, zich bijzonder actief.

## Publicaties
- W.G. Krivitsky: Dat heb ik gezien! (Vertaling door C.C. Bender van  I was Stalin's agent). Amsterdam, Allert de Lange, 1940
- Igor Cornelissen: De GPOe op de Overtoom. Spionnen voor Moskou 1920-1940. Amsterdam, Van Gennep, 1989. ISBN 90-6012-813-3